# Gornji Kuti
Gornji Kuti su naselje u Hrvatskoj u općini Brod Moravice. Nalaze se u Primorsko-goranskoj županiji.

## Zemljopis
Zapadno su Zahrt, Moravička Sela, Delači i Maklen, jugozapadno su Lokvica i Čučak, južno i jugozapadno su Brod Moravice i Donja Dobra, istočno su Vele Drage i Male Drage.

## Stanovništvo
| broj stanovnika | 207   | 222   | 230   | 242   | 242   | 256   | 209   | 169   | 143   | 145   | 143   | 117   | 79    | 67    | 58    | 42    | 28    |
|                 | 1857. | 1869. | 1880. | 1890. | 1900. | 1910. | 1921. | 1931. | 1948. | 1953. | 1961. | 1971. | 1981. | 1991. | 2001. | 2011. | 2021. |